# フジタ
株式会社フジタは、東京都渋谷区千駄ヶ谷四丁目に本社を置く、大手ハウスメーカーである大和ハウス工業（大阪市北区梅田）傘下の建設会社。日本国内では準大手の総合建設業（準大手ゼネコン）である。
現在の会社は2002年に旧・株式会社フジタ（後に「ACリアルエステート」に改称、2005年に民事再生法適用を申請し再建中）の会社分割により設立されたものであるが、便宜上、会社分割前の旧・株式会社フジタについても本項で記す。

## 沿革
- 1910年（明治43年） - 広島県広島市で藤田一郎・定市兄弟が土木請負業をはじめる。
- 1928年（昭和3年） - 警視庁庁舎の鉄骨工事を請負。
- 1937年（昭和12年） - 会社組織（株式会社）「株式会社広島藤田組」に改組、本社を東京都丸の内に置く。
- 1942年（昭和17年） - 「株式会社藤田組」に改称。
- 1957年（昭和32年） - 不動産部門を独立し、藤和不動産（現・三菱地所レジデンス）設立。
- 1960年（昭和35年） - 現在のインターンシップに相当する「学生重役」制度を開始。毎年10名の学生重役を選出し、それぞれに月給12,000円を支給した。学生重役の試験は例年5月に行われ、定員10名に対して1000人以上の応募があった年もあったという[1]。
- 1971年（昭和46年） - 「フジタ工業株式会社」に改称。
- 1985年（昭和60年） -  現在のロゴマークに変更。
- 1990年（平成2年） - 「株式会社フジタ」に改称。
- 1999年（平成11年） -  3月 債務免除1200億円
- 2002年（平成14年） - バブル崩壊により著しく不採算となっていた不動産部門を分離するため、（旧）株式会社フジタを会社分割、新たに建設業の「株式会社フジタ」を設立（旧）株式会社フジタは不動産販売会社「ACリアルエステート」に改称。旧・フジタの株主には新・フジタの株式の49%が無条件に割り当てられた。
- 2003年（平成15年）5月 - 優先株発行300億円
- 2005年（平成17年）9月29日 - 経営再建のため、金融機関による債務免除（959億円）を行った上で90%を越える大幅な減資を実施の上、再建スポンサーとなったゴールドマン・サックスが設立したフジタ・ホールディングスを割当先とした第三者割当増資（410億円）を実施。フジタ・ホールディングスが55.0%の株式を保有する筆頭株主となる[2]と同時に債務超過を解消する。
- 2008年（平成20年）11月26日 - フジタ・ホールディングスがフジタ株式の株式公開買い付けを実施[3]。フジタはフジタ・ホールディングスの完全子会社となり上場廃止。
- 2012年（平成24年）8月10日 - 大和ハウス工業がフジタ・ホールディングスからフジタの全株式を500億円で買い受けることで合意し[4]、関係当局の認可が得られ次第、完全子会社化すると発表[5]。
- 2013年（平成25年）1月22日 - フジタの全株式をフジタ・ホールディングスから大和ハウス工業に譲渡し、大和ハウス工業の完全子会社となった[6]。
- 2015年（平成27年）10月1日 - 大和小田急建設を吸収合併[7]。

## 歴代社長
広島藤田組社長
- 藤田一郎：1937年 - 1942年

藤田組社長
- 藤田一郎：1942年 - 1944年
- 藤田定市：1944年 - 1962年
- 藤田一暁：1962年 - 1971年

フジタ工業社長
- 藤田一暁：1971年 - 1990年

フジタ社長
- 藤田一暁：1990年 - 1991年
- 藤田一憲：1991年 - 1999年
- 田村宏明：1999年 - 2002年
- 原田敬三：2002年 - 2005年
- 網本勝弥：2005年 - 2008年
- 上田卓司：2008年 - 2015年
- 奥村洋治：2015年 -

## 主な施工物件
JV（共同企業体）施工のものも含む。
- アルパーク（広島県広島市西区）
- ヒロシマナタリー（広島県廿日市市） - 遊園地として開園、現在はショッピングセンター等
- 御殿場・小山RDFセンター（静岡県駿東郡小山町）
- 豊稔池ダム（香川県観音寺市） - 補強工事を受注
- 牛頸ダム（福岡県大野城市）
- 柿崎川ダム（新潟県上越市）
- 緑苑坂（京都府綴喜郡宇治田原町） - 住宅地
- 大阪マルビル（大阪府大阪市北区）
- 明治安田生命大阪梅田ビル（大阪府大阪市北区）
- アエル（仙台駅前再開発）（宮城県仙台市青葉区） - 2007年現在埼玉以北でもっとも高い建造物である。これにはエピソードがあり、当初、フジタが大宮市（現・さいたま市大宮区）で施工した大宮ソニックシティが最高であったが、一時、仙台市青葉区中央で熊谷組、東海興業が施工したSS30（旧・住友生命仙台中央ビル）に抜かれた。それをフジタがこの物件で抜き返した。
- 愛知県歯科医師会館（愛知県名古屋市中区栄）
- 雲竜フレックスビル（愛知県名古屋市中区　新栄）
- セインツ.25（山梨県甲府市） - 山梨県で一番高い建築物。当初は鴻池組との共同施工のみであったが、デベロッパーが経営破綻したため子会社のフジタビルメンテナンスが管理を行なっている。
- 鹿嶋市立中央図書館（茨城県鹿嶋市）[8]
- 東京国際展示場西展示棟（東京都江東区）
- 広島大学（原爆放射線医科学研究所）研究棟（広島県広島市）
- 箱根湯本駅（神奈川県足柄下郡）
- ドバイメトロレッドライン（アラブ首長国連邦ドバイ）
- 広島赤十字・原爆病院東棟（広島県広島市）
- 中部ゲートウェイ（愛知県豊田市）
- 関西ゲートウェイ（大阪府茨木市）
- 藤和湯島コープ（東京都文京区）
- NBC長崎放送本社ビル（長崎県長崎市尾上町、2021年）
- 東京レールゲートEAST（東京都品川区）
- パークハイアット ニセコHANAZONO（北海道虻田郡倶知安町）
- みらい価値共創センター コトクリエ（奈良県奈良市）
- 琉球ホテル＆リゾート 名城ビーチ（沖縄県糸満市）
- 中部国際医療センター（岐阜県美濃加茂市）
- 中野区立総合体育館（東京都中野区）
- ザ・パークハウス 西新宿タワー60（東京都新宿区）
- Xフロンティア（東京都江東区）

## フジタとサッカー
フジタは1970年代から1990年代にかけて、サッカーへの支援に力を注いでいた企業であることでも知られている。
子会社であった藤和不動産のサッカー部は1968年の設立からわずか3年で当時のトップリーグである日本サッカーリーグ (JSL) に昇格。1975年にはフジタ工業（当時）のサッカー部となり、1993年にJリーグ準会員の湘南ベルマーレ（1994年にベルマーレ平塚とチーム名を改めてJリーグ昇格）に移行後も、自社の業績不振が深刻化する1999年の撤退まで支援を継続していた。この時の運営撤退にあたっても、新旧分離によりクラブの負債をすべてフジタが引き取った上で、フジタの所有であった大神グラウンド（現・松蔭大学湘南キャンパス）を2006年まで練習場として使用させるなど、間接的な支援を継続していた。大和ハウス傘下で経営再建を果たした後の2017年シーズンには、ユニフォームスポンサーとして18年振りにクラブをサポートすることが発表された。その一方で創業家の出身地である広島県との地縁から、サンフレッチェ広島のパートナー企業にも「クラブパートナー」として参加している。
また、女子サッカーにおいても1990年に天台FCを支援、フジタ天台SCマーキュリーとして日本女子サッカーリーグ（L・リーグ）に参加していたが、ベルマーレ平塚（当時）への支援打ち切りと同時期の1999年に解散している。
フジタがサッカーに積極的に関わっていたのは、元副社長（藤和不動産元社長）の藤田正明が大学時代までサッカーの選手であったことも影響していたと見られている。藤田正明は、上記チームとは別に個人として広島のサッカークラブ「広島フジタSC」のオーナーも務めており、こちらは現在広島県リーグ1部に在籍している。

## 旧本社ビル

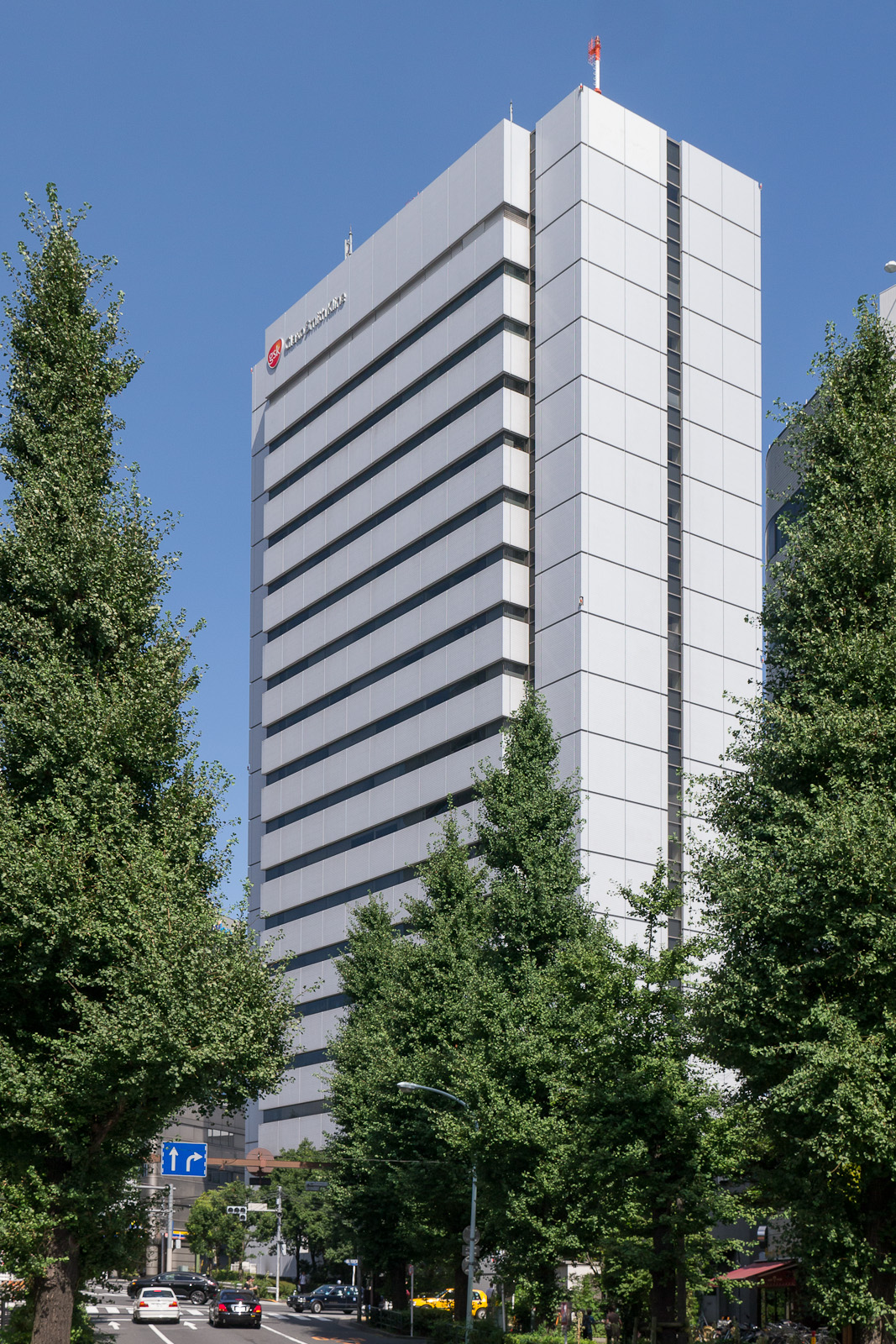
フジタ旧本社ビル

1991年（平成3年）3月に東京都渋谷区千駄ヶ谷4丁目6番15号に18階建ての本社ビルを竣工。1993年には9階建ての本社別館も竣工。ドラマ『振り返れば奴がいる』において天真楼病院のロケ地となった。
2000年（平成12年）8月にリストラの一環により三井不動産などが設立した投資ファンドに約150億円で売却することが決定。更に賃料節減のため、フジタ東京支店として入居していた近隣の修養団SYDビルに本社機能も移転、約800人いた本社従業員も同11月までに同ビルや近隣の諸ビルに移転した。結果、売却した旧自社ビルを隣に望む賃貸ビルに本社が所在するという皮肉な状況になっているものの、これによって年間約10億円程度の経費節減が達成できるとされた。
売却された本社ビルの本館は、2001～2017年にかけて外資系製薬会社のグラクソ・スミスクライン株式会社の本社として同社が一棟借りし、GSKのロゴが外壁上部に掲げられ「GSK本社ビル」名称となっていた。屋上には千駄ヶ谷中継局（2006年廃止、難視聴対策のために設置された中継局）が設置されていた。
この旧本社ビル（GSK本社ビル）は、グラクソ・スミスクラインが2017年10月に移転し、日本ビルファンド投資法人が保有。同年12月には三井不動産レジデンシャルへ売却され、解体された。跡地には、地上27階の分譲集合住宅パークコート神宮北参道 ザ タワーが2023年1月に竣工した。

### フジタヴァンテ
フジタが旧本社ビルの1階ロビーにメセナ活動の一環で開設した文化施設。美術館「ヴァンテミュージアム」やアミューズメントスペース、ハイビジョンシアターなどが設けられ、展覧会などが開催されていた。1階ロビーのトイレにはINAXのガラス製小便器が設置されていた。本社機能の移転に伴い閉鎖された。その後、GSK本社ビルの受付を除いてセキュリティエリアとなったため、ヴァンテ跡地部分に一般の者は立ち入ることが出来ない。
- 外部リンク
  - FujitaVente（大日本印刷・全国ミュージアムデータベース）
  - フジタヴァンテを懐かしむ

## 中国当局による社員の拘束
2010年9月下旬に、中国河北省内の軍事管理区域に侵入し、許可なく撮影したとしてフジタの社員4人が拘束された。9月30日に3人が釈放されたと新華社通信が報じた。当初はこの4人が死刑にされる可能性があるという報道もあった。一連の騒動は、同時期に発生した尖閣諸島沖での中国漁船の船長が逮捕された事件（尖閣諸島中国漁船衝突事件）の関連性が疑われている。2010年10月9日に残る一人が釈放された。

## 関連する人物
フジタ社員だった人物について記す。プロ化前のフジタ工業サッカー部所属選手については「藤和不動産サッカー部#藤和不動産、フジタサッカー部に所属した主な選手」を参照のこと。
- 田口信教 - フジタ工業元社員、ミュンヘンオリンピック男子100m平泳ぎ金メダリスト。
- 小島伸幸 - 元サッカー選手。フジタ社員のまま社員選手としてベルマーレ平塚に所属しプレーしていた時期がある。